# Digitalización

Raster a digital

La digitalización es el proceso por el cual procesos analógicos y objetos físicos se convierten al formato digital; según el Diccionario de la lengua española de la Real Academia Española, supone la "acción y efecto de digitalizar", verbo que a su vez puede definirse como registrar datos en forma digital o, en su segunda acepción, convertir o codificar en números dígitos datos o informaciones de carácter continuo, como por ejemplo una imagen fotográfica, o un documento, o un libro. Casos específicos son la digitalización de documentos y la de películas o imágenes.
En el ámbito de las comunicaciones, se considera digitalizar a la transcripción de señales analógicas a señales digitales, lo que se denomina proceso de conversión analógica-digital.
En el ámbito empresarial, la digitalización se asocia con la transformación digital de los negocios, entendida como habilitar, mejorar, o evolucionar, las funciones empresariales, operaciones comerciales, modelos de gestión de clientes, y/o procesos de comunicación, aprovechando las tecnologías digitales.